# Vlasta Formánková
Vlasta Formánková (* 26. července 1953 Klatovy) je bývalá česká soudkyně, v letech 2005–2015 byla soudkyní Ústavního soudu.

## Život
Absolvovala v roce 1977 Právnickou fakultu Univerzity Karlovy v Praze, tady získala v roce 1978 i titul doktorky práv. Krátce pracovala jako právní referentka u Západočeských mlékáren, n. p. Klatovy, nakonec ale zamířila do justice. Justiční zkoušky složila v roce 1979 a poté působila jako soudkyně u Okresního soudu Plzeň-město, kde měla na starosti především občanskoprávní agendu. Od roku 1990 byla předsedkyní soudu a v roce 2000 přešla ke Krajskému soudu v Plzni, tady soudila opět na občanskoprávním úseku, zejména ve věcech ochrany osobnosti.
V době její nominace na ústavní soudkyni kritici Formánkové vyčítali především její rozsudek z roku 1980, v němž odsoudila k vězení vedoucího jedné z plzeňských restaurací za to, že rušil komunisty při schůzi. Nakonec ji podpořilo 43 senátorů ze 76. Soudkyní Ústavního soudu byla jmenována prezidentem Václavem Klausem 5. srpna 2005. Patřila k liberálním členům soudu, ve svých rozhodnutích zdůrazňovala přednost práv jednotlivce před nároky státu. Po vypršení desetiletého funkčního období se 5. srpna 2015 vrátila ke Krajskému soudu v Plzni a začala přednášet na plzeňské právnické fakultě. Na fakultě vyučuje povinně volitelné předměty zaměřené na právní etiku a činnost Ústavního soudu při interpretaci práva. Funkce soudkyně jí zanikla po dosažení věku 70 let k 31. 12. 2023, v březnu 2024 nastoupila jako vyšší soudní úřednice u Okresního soudu v Domažlicích.[zdroj?]
Jejím manželem je violoncellista Aleš Terš.